# Minski Traktorny Sawod

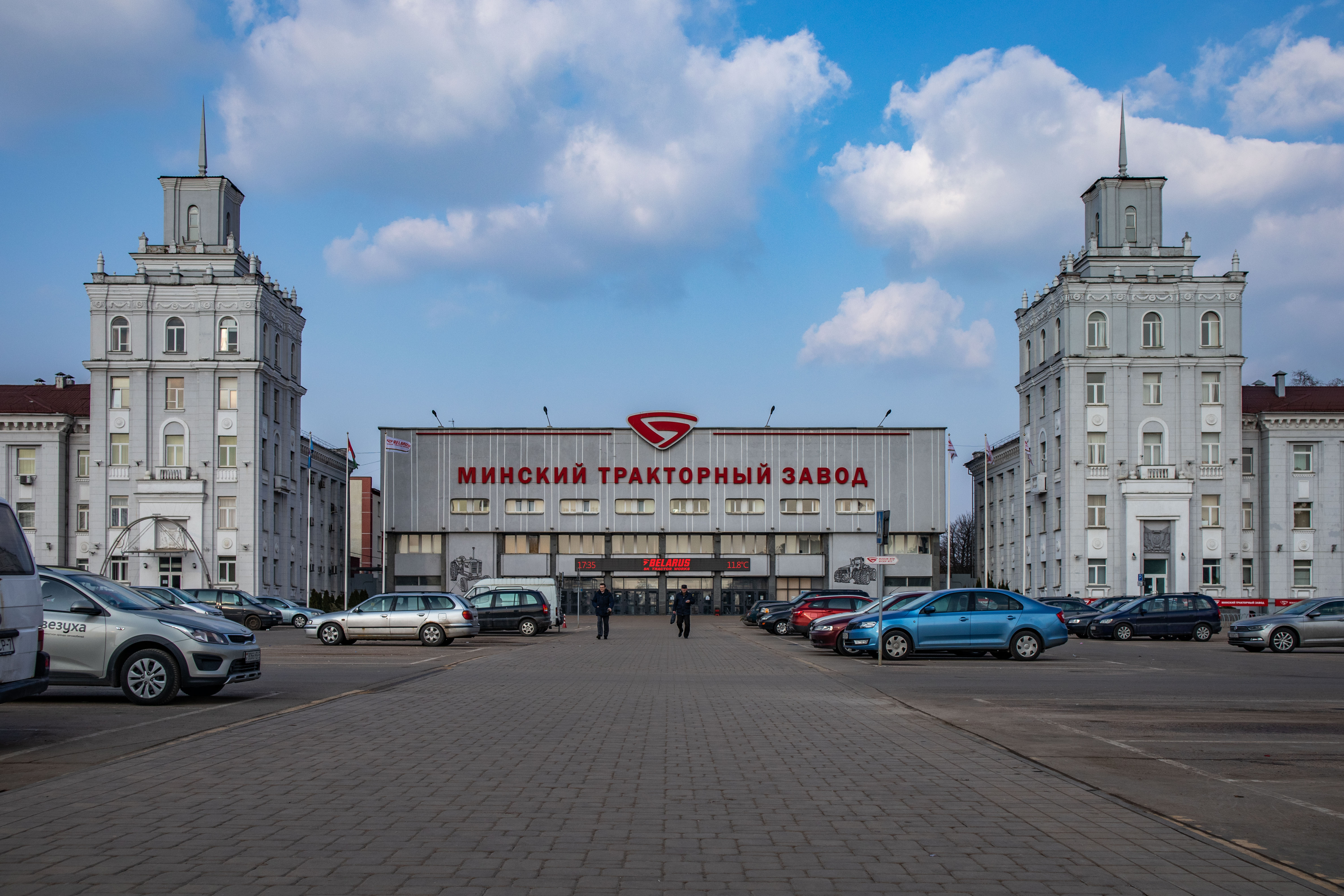
Haupteingang des Werks in Minsk (2021)

Das Minski Traktorny Sawod (deutsch Minsker Traktorenwerk; belarussisch Мі́нскі тра́ктарны заво́д Minski traktarny sawod, russisch Минский тракторный завод, abgekürzt als МТЗ/MTZ, im deutschen auch als MTS transkribiert) ist ein belarussisches Unternehmen, welches land- und forstwirtschaftliche Nutzfahrzeuge sowie Militärfahrzeuge produziert. Es wurde am 29. Mai 1946 gegründet, der Firmensitz ist in Minsk. Bekannte Produkte sind vor allem die Traktoren, die unter der Marke „Belarus“ seit 1953 produziert werden.

## Unternehmensgeschichte

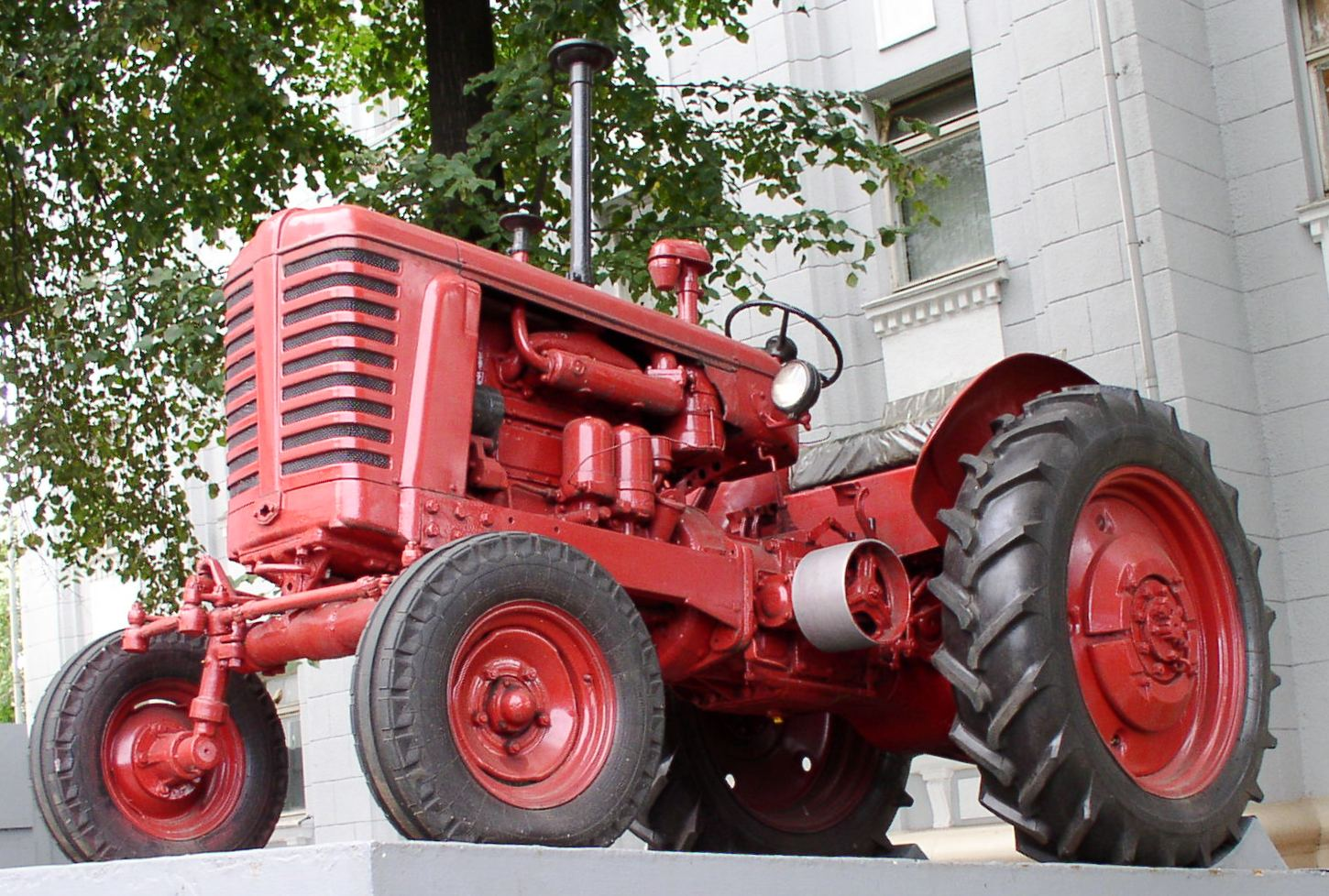
Belarus MTZ-2

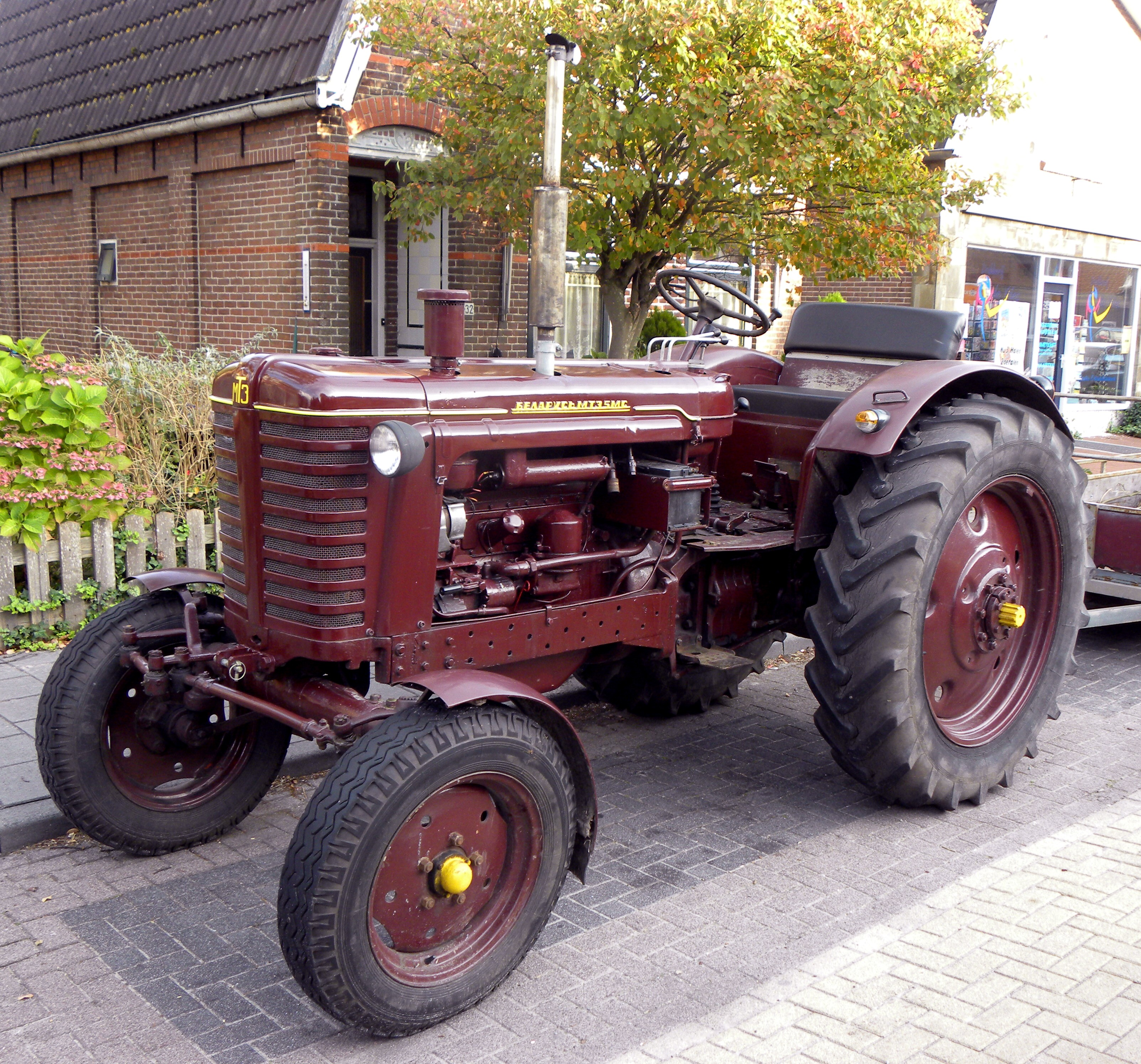
Belarus MTZ-5

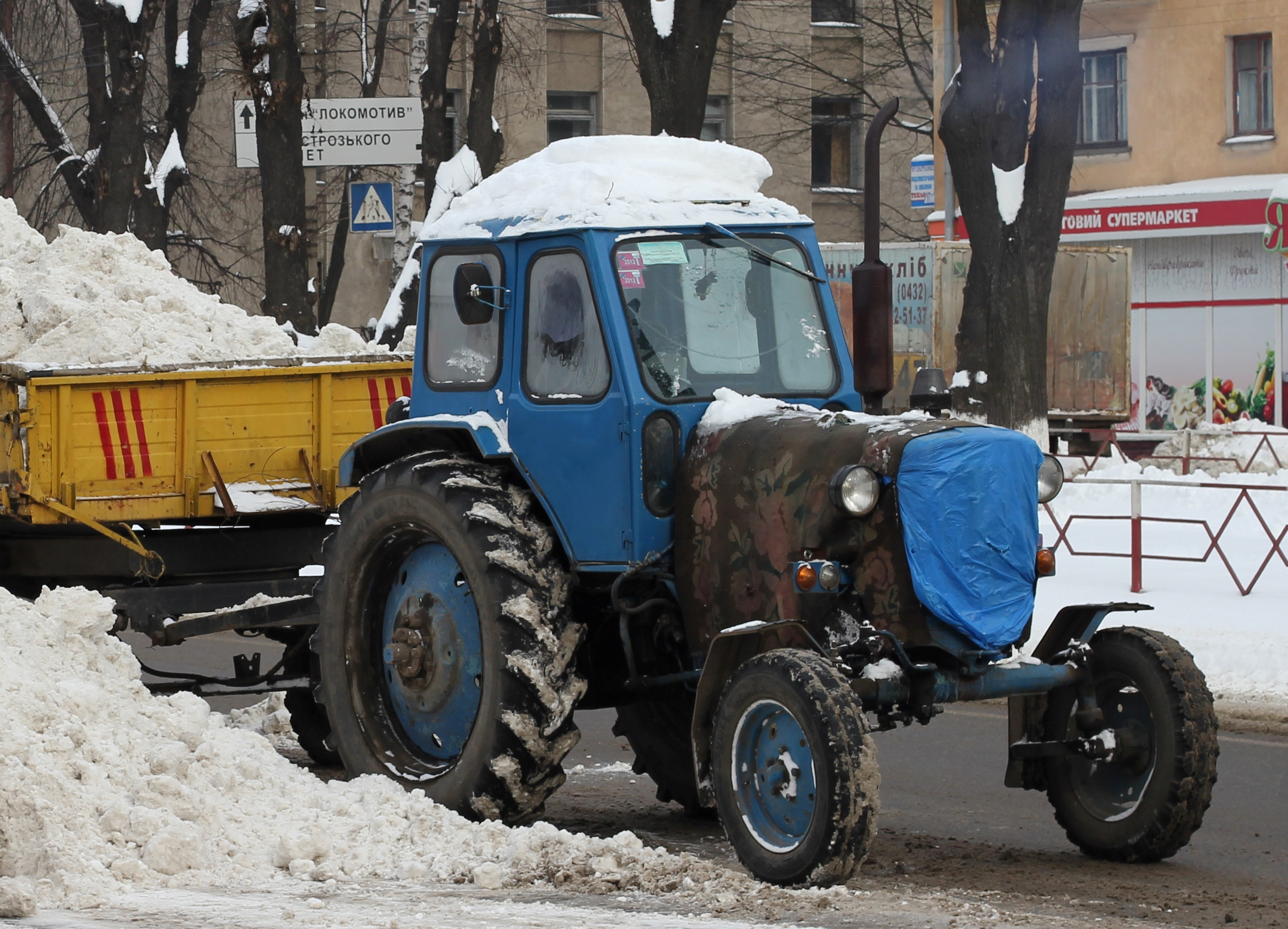
Belarus MTZ-50

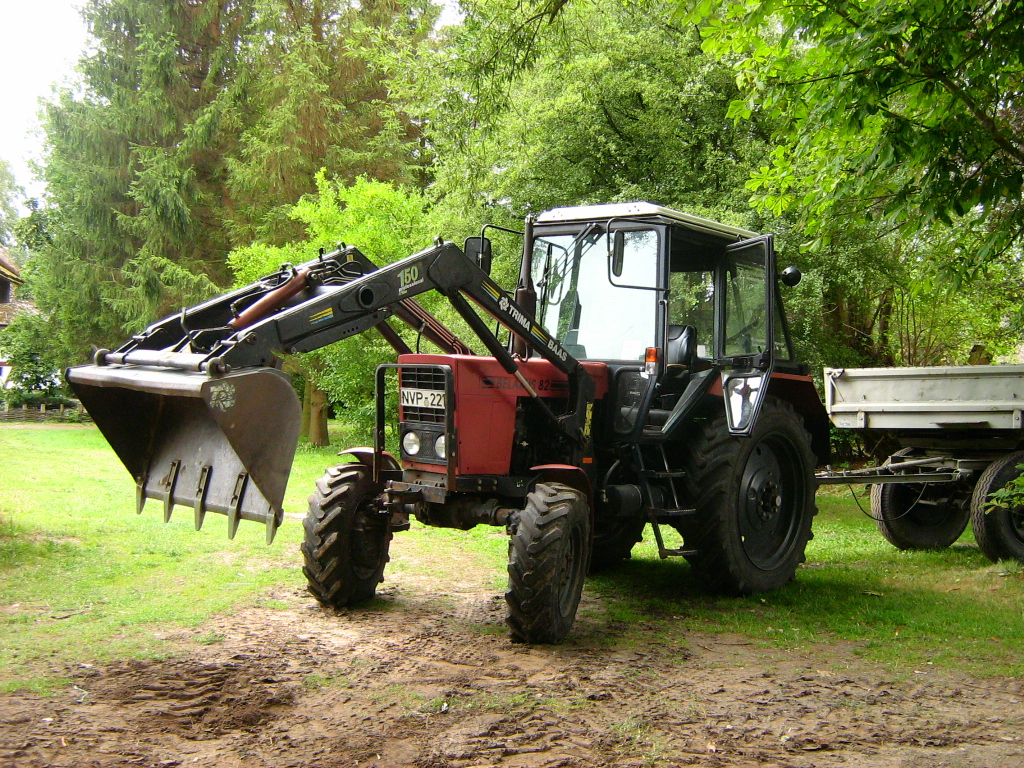
MTZ-82 im Freilichtmuseum Klockenhagen

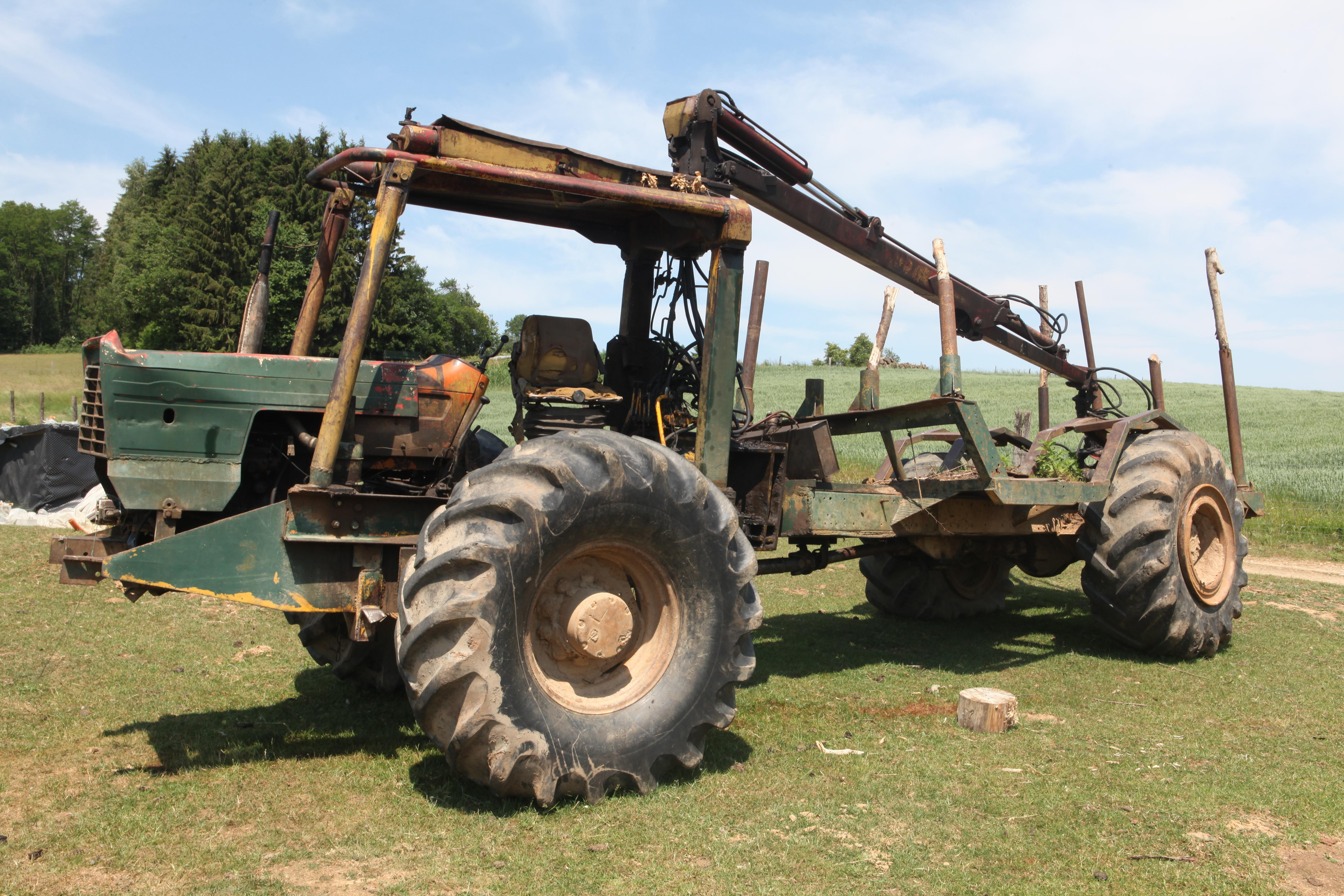
Älterer Rückezug (Forwarder) aus der Fertigung des Werks (2011)

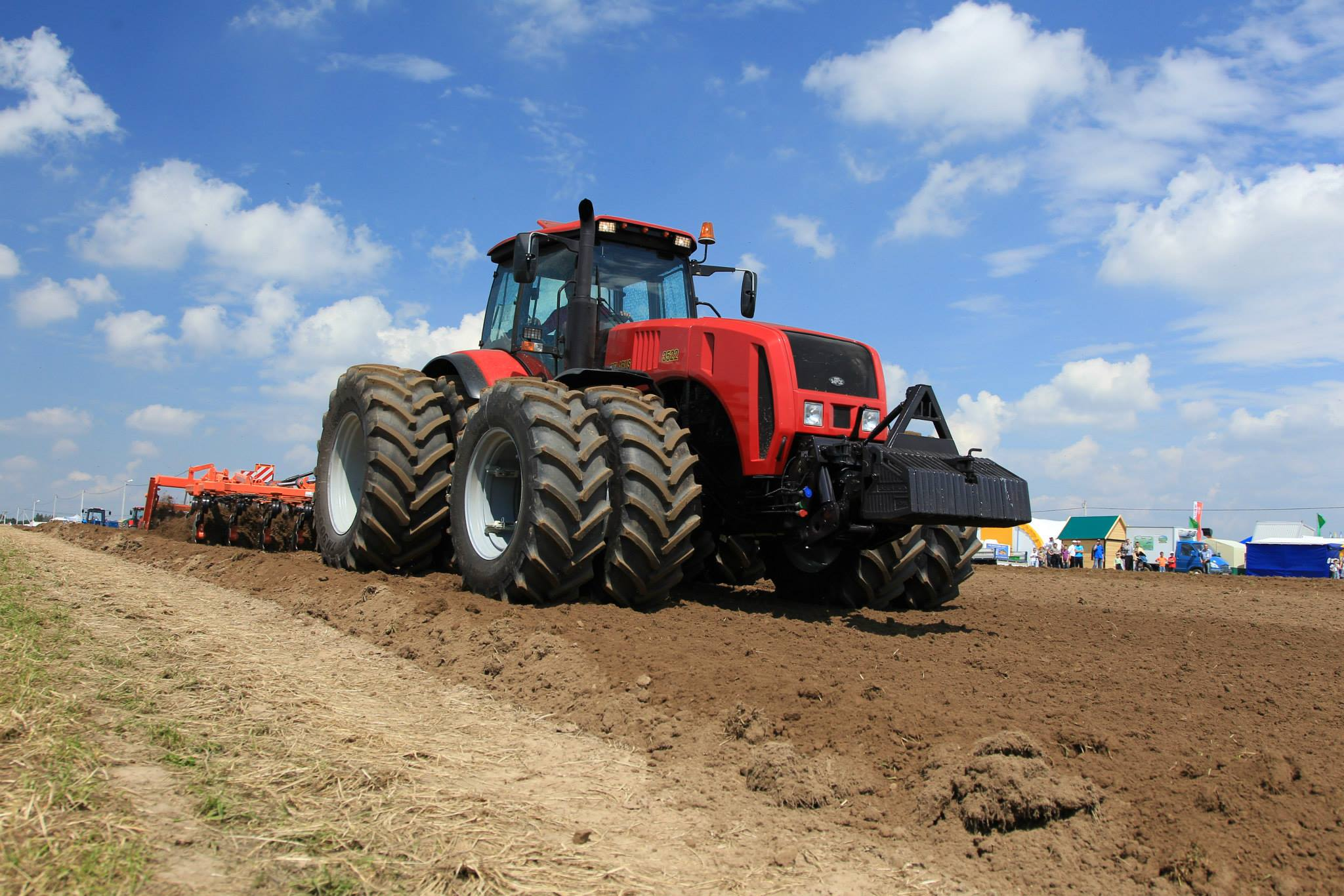
Belarus-3522 mit Doppelbereifung

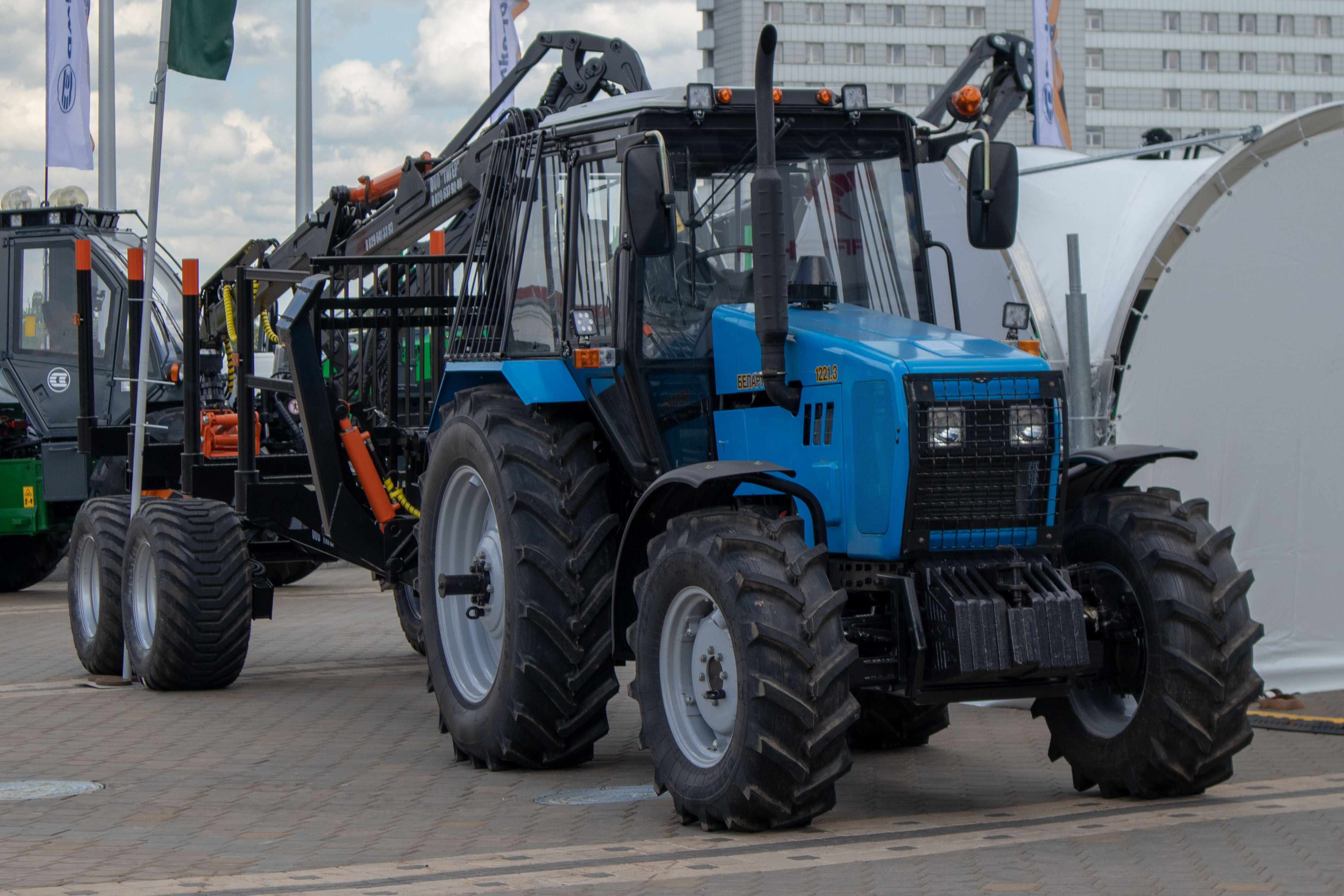
Belarus 1221.3 als Forsttraktor (2021)

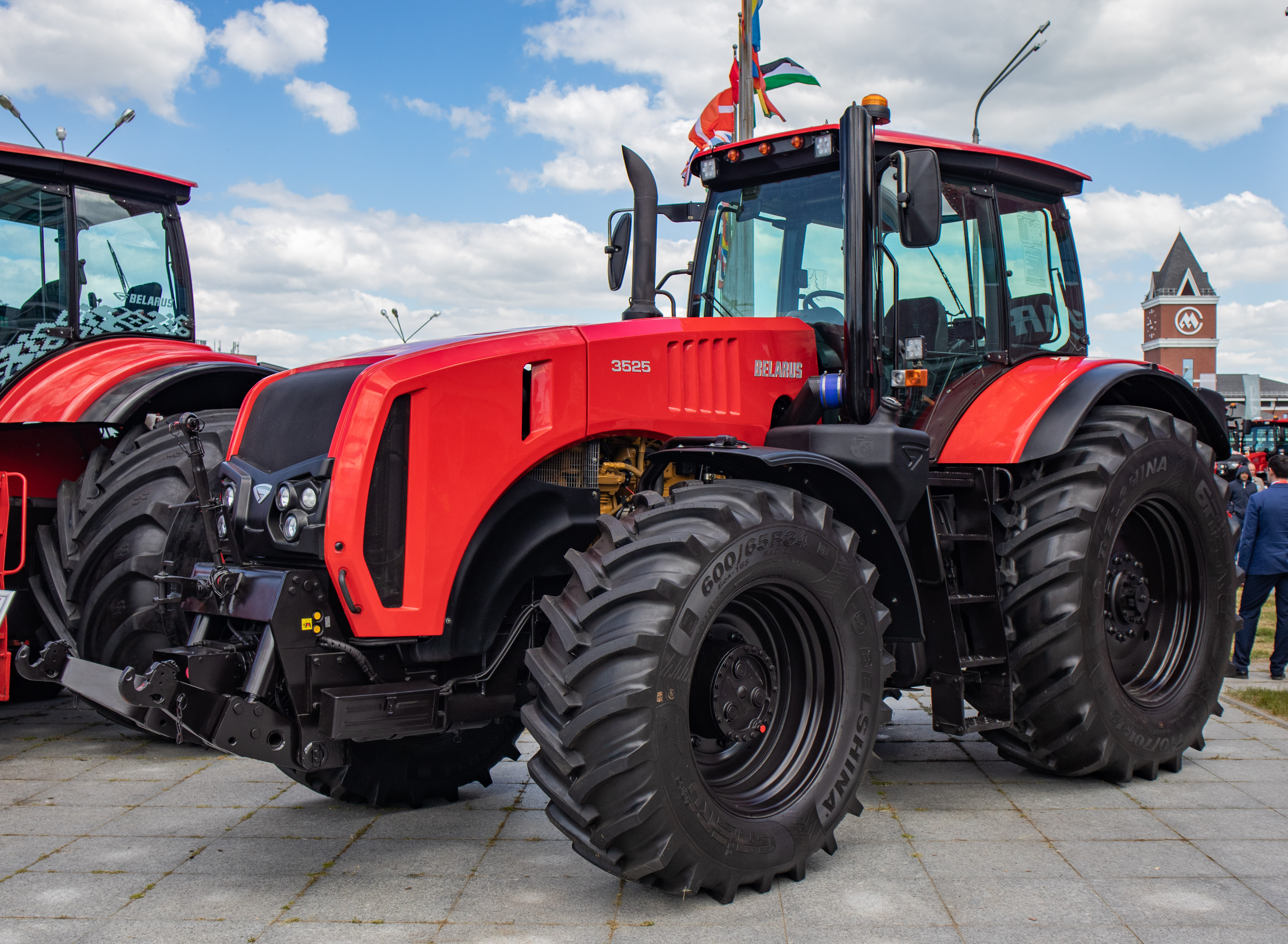
Belarus 3525 aus aktueller Fertigung (2021)

Das Minski Traktorny Sawod wurde 1946 per Beschluss des Ministerrats der UdSSR unter Josef Stalin gegründet. Es sollten Kettenschlepper gefertigt werden, der Produktionsbeginn war für 1948 vorgesehen. Das erste Produkt des neuen Werks war jedoch kein Schlepper, sondern ein Pflug, von dem ab März 1948 knapp 300 Exemplare die Fabrik verließen. Ein weiteres Produkt der ersten Jahre waren Anlassmotoren. Diese kleinen Einzylinder-Ottomotoren übernahmen an Landmaschinen und ähnlichen Fahrzeugen die Funktion eines Anlassers.
Die Arbeiten am ersten Radtraktor des Werks begannen 1949, die Massenproduktion des MTZ-2 startete aber erst 1953. Zwischenzeitlich wurden 1950 beziehungsweise 1951 die Kettentraktoren KD-35 und KT-12 vorgestellt, ersterer wurde bereits seit 1947 im Lipezki Traktorny Sawod in Serie gebaut. Ebenfalls 1950 nahm das Werk auch den regulären Betrieb auf. In den 1950er-Jahren fertigte das Minski Traktorny Sawod neben Radtraktoren verschiedene als Forstschlepper verwendete Kettenfahrzeuge. Darunter auch der Typ TDT-40, von dem bis 1957 knapp 13.000 Stück entstanden. Im gleichen Jahr verließ der 50.000. Traktor das Werk. Ab 1957 wurden auch Radtraktoren des neuen Typs MTZ-5 gefertigt.
In den folgenden Jahren stieg die Produktion des Werks stark an. 1961 wurde der 200.000. Traktor gebaut, 1963 der 300.000. und 1966 bereits das 500.000. Fahrzeug. 1962 begann die Serienproduktion des MTZ-50, zwei Jahre später lief auch die Allradvariante MTZ-52 vom Band. 1966 wurde dem Minski Traktorny Sawod zudem der Leninorden verliehen, 1971 der Orden der Oktoberrevolution.
Am 5. November 1972 lief in Minsk der millionste Traktor von den Bändern. 1974 begann die Produktion des noch heute angebotenen MTZ-80 und des MTZ-82. 1976 erhielt das Werk als Auszeichnung zum 30-jährigen Bestehen den Namen Lenins als zusätzlichen Teil im Werksnamen. 1982 wurden Prototypen des leistungsstärkeren MTZ-100 entwickelt, 1984 lief der zwei-millionste Traktor vom Band.
In den 1990er-Jahren kamen verschiedene neue Traktoren aus Minsk auf den Markt. 1991 stattete Michail Gorbatschow dem Unternehmen einen Besuch ab. Am 8. Juni 1995 lief der dreimillionste Traktor vom Band. 2006 fertigte das Unternehmen anlässlich des 60-jährigen Bestehens den Prototyp eines Großtraktors mit 450 PS (331 kW) Leistung. In den folgenden Jahren wurde die Modellpalette überarbeitet und ausgebaut. 2010 begann die Serienproduktion des aktuell stärksten Serientraktors aus Minsk, dem Belarus-3522 mit 355 PS (261 kW). Seit 2014 firmiert das Unternehmen als Offene Aktiengesellschaft (russisch OAO). Mit Stand 2016 wurden über 3,8 Millionen Traktoren gebaut, 2015 etwa 17.500 Mitarbeiter beschäftigt. Neben dem Hauptwerk in Minsk gibt es diverse andere Zweigfirmen in Belarus, die auch andere Produkte wie Konsumgüter fertigen.
Viele der Traktoren aus Minsk wurden exportiert, darunter auch in die DDR. Sie erhielt von etwa 1960 bis 1989 über 65.000 Traktoren, vor allem der Typen MTZ-50 und MTZ-80.
2015 wurden von MTZ 2.424 Traktoren produziert, eine Steigerung von 45 % im Vergleich zum Vorjahr (1.648 Traktoren).
2020 kam es nach der Präsidentschaftswahl 2020 zu Protesten und Streiks, davon war auch das Unternehmen betroffen. Der Streikanführer Sjarhej Dyleuski, der auch Mitglied im belarussischen Koordinierungsrat ist, wurde verhaftet.
2022 verhängten Kanada und die Ukraine Sanktionen gegen das Minski Traktorny Sawod.

## Modellübersicht
Die nachfolgende Liste soll einen Überblick über die wichtigsten Fahrzeuge bieten, die seit Eröffnung des Werks dort gefertigt wurden und teilweise noch gefertigt werden.

### Radfahrzeuge
- MTZ-1 und MTZ-2 – Die ersten beiden Radtraktoren des Werks, gebaut von 1953 bis 1958.
- MTZ-5 – Radtraktor, der in einigen Abwandlungen zuerst bei MTZ hergestellt wurde. 1957 bis 1962 in Minsk gefertigt, danach wurde die Fertigung an das Juschny Maschinostroitelny Sawod abgegeben.
- MTZ-7 – Allradversion des MTZ-5, von 1958 bis 1961 gefertigt.
- MTZ-50 – Von 1961 bis 1985 gebauter Radtraktor, der auch vielfach in die DDR importiert wurde. Es existieren verschiedene Modellversionen, dazu siehe dort.
- MTZ-52 – MTZ-50 mit Allradantrieb.
- MTZ-80 – Nachfolger des MTZ-50 mit gesteigerter Leistung und abgewandeltem Fahrerhaus. Mit fast 1,5 Millionen Exemplaren (inklusive MTZ-82) das erfolgreichste Produkt des Werks, gebaut seit 1974. Auch von diesem Traktor wurden verschiedene Spezialversionen gebaut.
- MTZ-82 – MTZ-80 mit Allradantrieb, ebenfalls seit 1974 in Serienproduktion.
- Das Werk produziert mit Stand 2016 diverse Radtraktoren im Leistungsbereich von 13 bis 355 PS.[10]
- Einachsschlepper des Typs BELARUS-09N.

Zudem werden Spezialfahrzeuge für kommunale Einsätze, Häcksler für Forstarbeiten, Baumaschinen auf Basis von Traktoren und Bergbaufahrzeuge gefertigt. Auch Forwarder sind im Fertigungsprogramm.

### Kettenfahrzeuge
- KD-35 – Kettentraktor mit 37 PS (27 kW) Leistung, der ab 1950 gefertigt wurde. In nur neun Monaten entstanden etwa 400 Exemplare, danach wurde die Produktion abgebrochen.
- KT-12 und KT-12A – Kettenschlepper für die Forstwirtschaft, die als Rücketraktoren eingesetzt wurden, um Baumstämme zu bewegen. Die Serienfertigung begann im August 1951.
- TDT-40 – Ab 1959 in Serie gebauter Rückeschlepper mit stärkerem Motor.
- TDT-54 und TDT-60 – Verbesserte und überarbeitete Versionen des TDT-40.
- BELARUS-1502 – Planierraupe mit 116 kW (158 PS) Leistung aus der aktuellen Fertigung des Werks in Minsk.
- BELARUS-2103 – Traktor mit Gleisketten aus Gummi und 156 kW (212 PS) Leistung aus aktueller Produktion.

## Zweigwerke
Mit Stand 2016 gehören zum Unternehmen neben dem Stammwerk in Minsk (traditionell als Minski Traktorny Sawod bezeichnet) neun weitere Zweigwerke.
- Das Bobruiski Sawod Traktornych Detalei i Agregatow (BZTDiA) (russisch Бобруйский завод тракторных деталей и агрегатов (БЗТДиА)) aus Babrujsk fertigt Zulieferteile für die Minsker Traktoren wie Kupplungen, Getriebe und Wellen unterschiedlichster Art.[14] 2015 beschäftigte das Werk knapp 3100 Arbeiter.[3]
- Im Witebski Sawod Traktornych Sapasnych Tschastei (WZTZTsch) (russisch Витебский завод тракторных запасных частей (ВЗТЗЧ)) in Wizebsk werden ebenfalls Zulieferteile aller Art für Belarus-Traktoren gebaut.[15]
- Das Minski Sawod Schesteren (MZSch) (russisch Минский завод шестерен (МЗШ)) fertigt Schmiedeteile, insbesondere alle Sorten Zahnräder. Zusätzlich werden Anbaugeräte, zum Beispiel Pflüge produziert.[16]
- Auch LEMZ (kurz für Lepelski Elektromechanitscheski Sawod, russisch Лепельский электромеханический завод (ЛЭМЗ)) in Lepel gehört zum Unternehmensverband, was aktuell produziert wird, ist unklar.[17]
- Das Smorgonski Agregatny Sawod (SAZ) (russisch Сморгонский агрегатный завод (САЗ)) aus Smarhon baut unter anderem Einachsschlepper, verschiedene kleinere Traktormodelle sowie den MTZ-921, einen Traktor in der Größenordnung des MTZ-82 mit moderner Karosserie.[18]
- Im Choinikcki Sawod Gidroapparatury (russisch Хойникский завод гидроаппаратуры) in Chojniki werden Hydraulikantriebe und andere Traktorenteile gebaut.[19]
- Auch das Narowljancki Sawod Gidroapparatury (russisch Наровлянский завод гидроаппаратуры) aus Naroulja fertigt Hydraulikkomponenten.[20]
- Das Lepelski Remontno-Mechanitscheski Sawod (russisch Лепельский ремонтно-механический завод), ebenfalls aus Lepel, produziert neben Konsumgütern verschiedenster Art auch Ersatzteile für Landmaschinen.[21]
- Das Mosyrski Maschinostroitelny Sawod (russisch Мозырский машиностроительный завод) aus Masyr ist ein Maschinenbauunternehmen und fertigt unterschiedliche Großgeräte, Anhänger und Anbaugeräte für Traktoren.[22]

Daneben betreibt das Unternehmen eine Reihe sozialer Einrichtungen, insbesondere für seine Mitarbeiter. Dazu zählen ein Kulturpalast, sieben Wohnheime für etwa 3500 Personen, ein Krankenhaus, Kindergärten und Vorschulen sowie ein Netzwerk aus unterschiedlichen Kantinen und Lebensmittelläden, um etwa 20.000 Menschen zu versorgen.

## Der Markenname Belarus

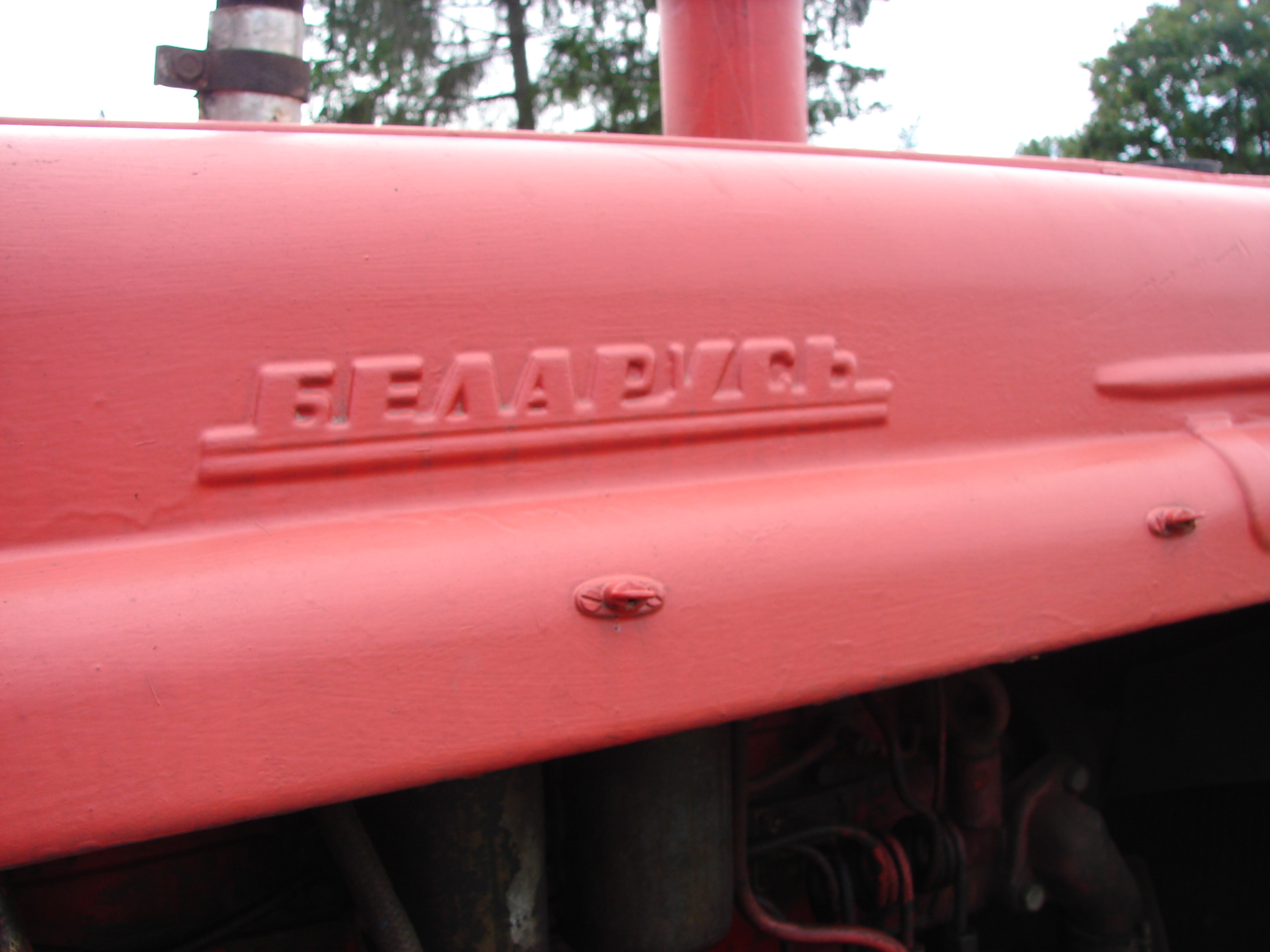
Schriftzug „Belarus“ an einem MTZ-5

Das Minski Traktorny Sawod nutzt für seine Traktoren seit dem Modell MTZ-2 von 1953 bis in die heutige Zeit den Markennamen Belarus. Parallel dazu wurden einige, von anderen sowjetischen Traktorenherstellern gefertigte Modelle, die von der Sowjetunion ins westliche Ausland oder nach Übersee exportiert wurden, auch unter diesem Markennamen vertrieben – obwohl sie in keinem Bezug zum Minsker Werk standen.
Ein Beispiel ist der Kettentraktor DT-75 aus dem Wolgogradski Traktorny Sawod, dessen Herstellungsbezeichnung beibehalten wurde, jedoch nun Belarus DT-75 lautete. Der JuMZ-6 aus dem Juschny Maschinostroitelny Sawod kam unter der Bezeichnung Belarus-6 und später auch Belarus-611 über die Außenhandelsorganisation Traktoroexport ins westliche Ausland. Ebenfalls als Belarus, jedoch mit komplett geänderter Typenbezeichnung, wurden Exemplare des Großtraktors Kirowez K-700 nun als Belarus 7010 und des T-150K (Belarus 1770) verkauft. Sowohl Stückzahlen, konkrete Exportziele, Zeitrahmen als auch die Motivation hinter diesem Vorgehen sind bisher nicht belegt.

## Sponsoring
Die Minsker Traktorenwerke sind Sponsor des belarussischen Erstligafußballteams Partizan Minsk (belarussisch: МТЗ-РІПА Менск (Менскі трактарны завод – Рэспубліканскі інстытут прафэсійнай адукацыі)), früher als FK Traktor bekannt. Der Klub entstand während des Baus der Werke und stand den Bauarbeitern, auch deutschen Kriegsgefangenen, und später den Werksangehörigen offen.